# Estación 22 de Agosto (Metropolitano)
La estación 22 de Agosto es una estación del Metropolitano en la ciudad de Lima. Está ubicada en la intersección de la avenida Veintidós de Agosto con la avenida Universitaria en el distrito de Comas. Fue inaugurada el 15 de diciembre de 2023. El 16 de diciembre de 2023, entró en funcionamiento la estación.

## Servicios
La estación es atendida por los siguientes servicios:
Troncales
La estación es atendida por los siguientes servicios:
| Servicio troncal | Indicador           | Lunes a viernes                  | Lunes a viernes | Sábado        | Domingo       |
| Servicio troncal | Indicador           | Norte a Sur                      | Sur a Norte     | Sábado        | Domingo       |
| ---------------- | ------------------- | -------------------------------- | --------------- | ------------- | ------------- |
| Regular          | Regular B           | 10:00 - 23:00                    | 10:00 - 23:00   | 05:00 - 23:00 | 05:00 - 22:00 |
| Expreso          | Expreso 11          | 05:00 -10:00                     | 05:45 -10:45    | Sin Servicio  | Sin Servicio  |
| Expreso          | Super Expreso Norte | 06:00 - 08:00 (estación inicial) | Sin Servicio    | Sin Servicio  | Sin Servicio  |

### Alimentadores
- AN-19 Torre Blanca